# Ficus camptandra
Ficus camptandra är en mullbärsväxtart som beskrevs av Friedrich Ludwig Diels. Ficus camptandra ingår i släktet fikonsläktet, och familjen mullbärsväxter. Inga underarter finns listade i Catalogue of Life.